# Надыршина, София Валерьевна
София Валерьевна Надыршина (род. 14 мая 2003, Южно-Сахалинск) — российская сноубордистка, выступающая в параллельных дисциплинах. Победительница и серебряный призёр чемпионата мира (2021), шестикратная чемпионка мира среди юниоров (2020, 2021), мастер спорта России, мастер спорта России международного класса.

## Спортивная карьера
Сноубордом начала заниматься в Южно-Сахалинске, в областном центре спортивной подготовки, тренеры — Ольга и Алексей Желтовы.
26 января 2019 года дебютировала на международной арене на этапе Кубка Европы в австрийском горнолыжном курорте «Лахталь» (коммуна Шёнберг-Лахталь), сразу заняв 2-е место в параллельном гигантском слаломе. На следующий день в той же дисциплине одержала победу.
На этапах Кубка мира дебютировала в декабре 2019 года на домашнем этапе в горнолыжном курорте «Банное» (вблизи озера Банное). 7 декабря не смогла квалифицироваться в параллельном слаломе, 8 декабря заняла 12-е место в параллельном гигантском слаломе.
11 января 2020 года  впервые вошла в число призёров этапа Кубка мира, когда стала второй на этапе в Скуоле (Швейцария). Там же 9 января 2021 года победила в параллельном гигантском слаломе.
На чемпионате мира по сноуборду среди юниоров 2020 в Лахтале (Австрия) выиграла три золотые медали, победив в параллельном и гигантском слаломе, а также в командных соревнованиях (в паре с Дмитрием Логиновым).
На чемпионате мира по фристайлу и сноуборду 2021 в Рогле (Словения) завоевала серебро в параллельном гигантском слаломе, в финале проиграв 0,12 секунды Селине Йёрг (Германия). На следующий день стала чемпионкой мира в параллельном слаломе, опередив в решающем заезде Рамону Терезию Хофмайстер из Германии, и стала самой молодой победительницей в истории проведения соревнований в параллельных дисциплинах.

## Спортивные достижения
- Чемпионка мира в параллельном слаломе (2021);
- Серебряный призёр чемпионата мира (2021);
- Шестикратная чемпионка мира среди юниоров (2020, 2021);
- Победительница и призёр этапов Кубка мира;
- Победительница и призёр этапов Кубка Европы.

## Призовые места на этапах Кубка мира

### 1-е место
- 9 января 2021, Скуоль, Швейцария (параллельный гигантский слалом)
- 12 января 2021, Бадгастайн, Австрия (параллельный слалом)

### 2-е место
- 11 января 2020, Скуоль, Швейцария (параллельный гигантский слалом)
- 1 марта 2020, Блу-Маунтин, Канада (параллельный гигантский слалом)
- 30 января 2021, Москва, Россия (параллельный слалом)
- 6 марта 2021, Рогла, Словения (параллельный гигантский слалом)